# Jimmy Gibson
James Davidson Gibson (Larkhall, 12 giugno 1901 – Erdington, 1º gennaio 1978) è stato un calciatore scozzese, di ruolo difensore.
Ha giocato per Kirkintilloch Rob Roy, Glasgow Ashfield, Partick Thistle e Aston Villa. La sua carriera è durata dal 1917 al 1936.
Il padre di Gibson, Neil, ed i fratelli Neil e William, furono tutti calciatori.

## Carriera
Ha giocato sia come difensore che come centrocampista ed è ricordato come uno dei migliori giocatori dell'epoca. Ha giocato quasi 200 partite con il Partick, prima di trasferirsi al Villa, per la cifra di 7,500 sterline.
Con i Villans ha totalizzato 225 presenze ed è stato convocato dalla Scozia per otto volte. Il punto più alto della sua carriera è stato quando ha fatto parte dei Wembley Wizards scozzesi, che hanno battuto l'Inghilterra per 5-1 nel 1928.

## Palmarès

### Club

#### Competizioni regionali
- Glasgow Merchants Charity Cup: 1

Partick Thistle: 1926-1927